# Nem lesz ennek jó vége
Nem lesz ennek jó vége är ett musikalbum som släpptes år 2000 av den ungerska musikgruppen Bikini.

## Låtlista
1. Nem Lesz Ennek Jó Vége
2. Jóbarátok
3. Gyere, Szeress Még
4. A Múltidéző
5. Október 1'17
6. Múlhat Az Idő
7. Búcsú
8. Amszterdam
9. Mondj Imát
10. Egy Korsó, Egy Pohár
11. Szállj Fel Magasra
12. Mindörökre